# Central nuclear de Valdecaballeros
La central nuclear de Valdecaballeros (CNV) fue un proyecto de central nuclear que estaba situada en la localidad extremeña de Valdecaballeros, en la provincia de Badajoz (España). La construcción de las instalaciones se paralizó en 1984, sin que estas llegasen a entrar en servicio. 

## Historia
El proyecto, que se inició en 1975 constaba de dos reactores: Valdecaballeros I y II, del tipo reactor de agua en ebullición (BWR) y 975 MWe cada uno. En agosto de 1979 la administración concedió las autorizaciones para la construcción de las instalaciones de Valdecaballeros. En 1984 el gobierno del PSOE decretó la llamada moratoria nuclear, lo que supuso la paralización progresiva de las obras cuando el grupo I estaba finalizado al 70% y el grupo II al 60%. La propietaria de la central era una sociedad participada por Sevillana de Electricidad e Hidroeléctrica Española (hoy Endesa e Iberdrola respectivamente, tras procesos de absorción y fusión).
Tras el final de la moratoria nuclear en 1996, con fecha 15 de septiembre de 1998 se publicó en el BOE el anuncio que convocaba el concurso para el proceso de desinversión de la CNV. El 31 de agosto de 1999 comenzaban las actividades de desinversión y desmantelamiento en el emplazamiento que concluyeron en abril de 2001. En 2023 hubo protestas vecinales contra el derribo de la presa de la central inacabada. Finalmente se mantuvo la presa.

## Instalaciones
El recinto de la CNV cuenta con una subestación que estaba destinada a la evacuación de la energía producida por los dos reactores que no llegaron a funcionar. Esta subestación, en cambio, sí que se encuentra en servicio. A día de hoy, la subestación de la central recibe la energía producida por distintas centrales termosolares y fotovoltaicas instaladas en las proximidades.
Dentro de las obras que se realizaron en los terrenos que compró CNV está la presa que construyeron en el río Guadalupejo para abastecer de agua a la central. Esta presa se aprovecha para recoger agua y potabilizarla para abastecer Valdecaballeros y en caso de necesidad la población de Castilblanco.
Los terrenos de la CNV ahora tienen un aprovechamiento exclusivamente ganadero.